# Лихачёва, Надежда Сергеевна
Надежда Сергеевна Лихачёва (род. 18 августа 1995, Бугульма, Татарстан) — казахстанская (до 2018 года — российская) тяжелоатлетка, победительница первенства мира  2012 год ,призёр чемпионата Европы 2015 года,призёр чемпионата мира 2018 года, Мастер спорта России международного класса.

## Карьера
Занялась спортом в 2010 году в Бугульме. Тренер по пауэрлифтингу убедил маму записать ее в спорт. Во время выступлений в России представляла Республику Татарстан (г. Бугульма) и Москву.
На Первенстве Мира в Словакии в 2012 году (1 место) до 63кг.
На чемпионате мира 2014 года показала только 10-й результат с общим весом 239 кг.
На чемпионате Европы 2015 года, выступая за Россию, в весе до 63 кг оказалась на втором итоговом месте с общим результатом 223 кг. И в рывке и в упражнение толчок показала второй результата и завоевала малые серебряные медали.
Ранее представлявшая Российскую Федерацию, в 2018 году сменила страну и начала бороться за Казахстан.
В начале ноября 2018 года на чемпионате мира в Ашхабаде, казахстанская спортсменка, в весовой категории до 71 кг, завоевала абсолютную бронзовую медаль, взяв общий вес 242 кг. При этом в упражнение рывок она завоевала малую серебряную медаль с весом на штанге 112 кг.
Она получила звания мастера спорта международного класса в Российской Федерации 2012 году, и мастера спорта международного класса в Казахстане 2018 году.